# Музикферайн
Венская филармония (нем. Wiener Musikverein) — концертный зал, расположенный на площади Карлсплац в Вене. Вместе с залами Бостонской и Амстердамской филармоний, зал Венской филармонии считается одним из трёх лучших в мире. В этом здании базируется и выступает Венский филармонический оркестр (Wiener Philharmoniker).

## История
В 1831—1870 годах венское Общество любителей музыки, основанное в 1812 году, использовало небольшой зал на 700 мест. Чтобы увеличить число слушателей на концертах, император Франц Иосиф в 1863 году подарил участок земли для строительства большого здания, в котором должен быть большой концертный зал для выступлений филармонического оркестра и зал меньших размеров для концертов камерной музыки.
Автором проекта стал работавший в Вене датский архитектор Теофил фон Хансен (1813—1891). На открытии «Золотого зала», которое состоялось 6 января 1870 года, симфоническим оркестром дирижировал Карл Хайслер (1823—1878). Исключительные акустические характеристики зала были по достоинству оценены и обеспечили ему международное признание.
Здание филармонии построено в историческом стиле, его украшают статуи кариатид, барельефы и колонны. Золотой зал имеет плафон «Аполлон и девять муз» работы Августа Айзенменгера и скульптуры Франца Мельницки.
Над сценой Золотого концертного зала расположен орган, построенный знаменитым мастером Фридрихом Ладегастом. Орган, который можно увидеть в зале сегодня, был установлен в 1907 году австрийской фирмой Rieger Orgelbau. В 2011 году он был реконструирован; его высоко оценили такие музыканты, как Франц Шмидт и Марсель Дюпре.
Зал меньших размеров, предназначенный для концертов камерной музыки, в 1937 году был переименован в память о композиторе Иоганнесе Брамсе. Малый зал был восстановлен в своем первоначальном виде в 1993 году.
В подвале здания архитектором Вильгельмом Гольцбауэром были спроектированы стеклянный, металлический и каменный залы.
Начиная с 1959 года в Золотом зале Венской филармонии ежегодно проходят Новогодние концерты Венского филармонического оркестра, которые транслируются на весь мир. Кроме симфонического оркестра в здании размещается знаменитое Венское мужское хоровое общество (Wiener Singverein), а также музыкальное издательство Universal Editions.
| Залы в здании Венской филармонии | Залы в здании Венской филармонии | Залы в здании Венской филармонии | Залы в здании Венской филармонии | Залы в здании Венской филармонии |
| зал                              | Размер                           | Высота                           | Кол-во мест                      |                                  |
| -------------------------------- | -------------------------------- | -------------------------------- | -------------------------------- | -------------------------------- |
| Большой зал (Золотой зал)        | 48,8 × 19,1 м                    | 17,75 м                          | 1744 места около 300 стоячих     |                                  |
| зал Брамса                       | 32,5 × 10,3 м                    | 11 м                             | 600 мест                         |                                  |
| стеклянный зал                   | 22 × 12,5 м                      | 8 м                              | 380 мест                         |                                  |
| металлический зал                | 10,5 × 10,8 м                    | 3,2 м                            | 70 мест                          |                                  |
| каменный зал (Аудитория Гашека)  | 13 × ~ 8,6 м                     | ~ 3,3 м                          | 60 мест                          |                                  |

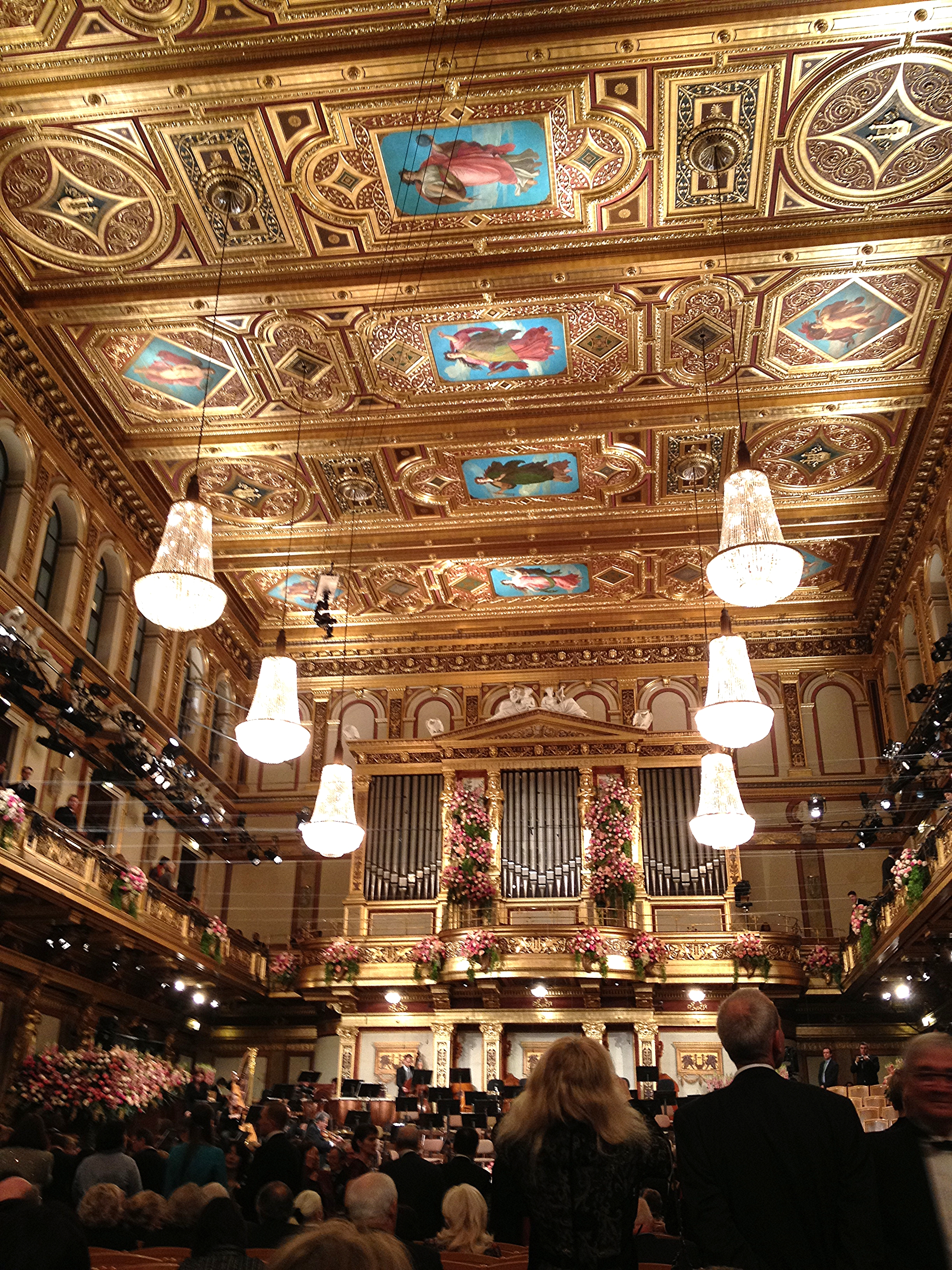
Новогодний концерт, 2013

В здании филармонии также размещена библиотека Общества любителей музыки, которая является одной из главных музыкальных коллекций в мире: в ней представлены рукописи и первые издания всех великих композиторов, побывавших в Вене, от Моцарта, Бетховена и Гайдна до Малера, Иоганна Штрауса, Рихарда Штрауса или Альбана Берга.

## Галерея

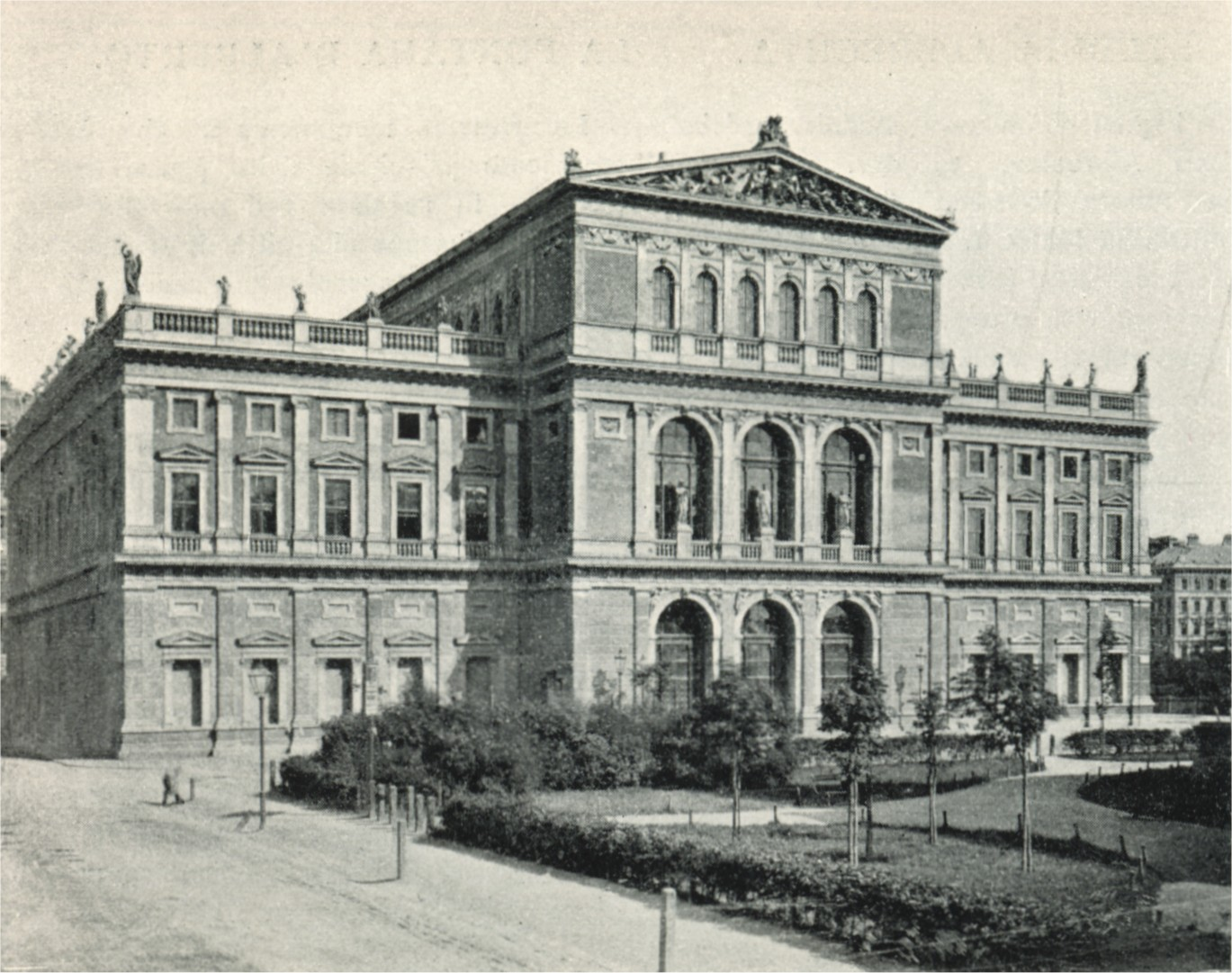
1898
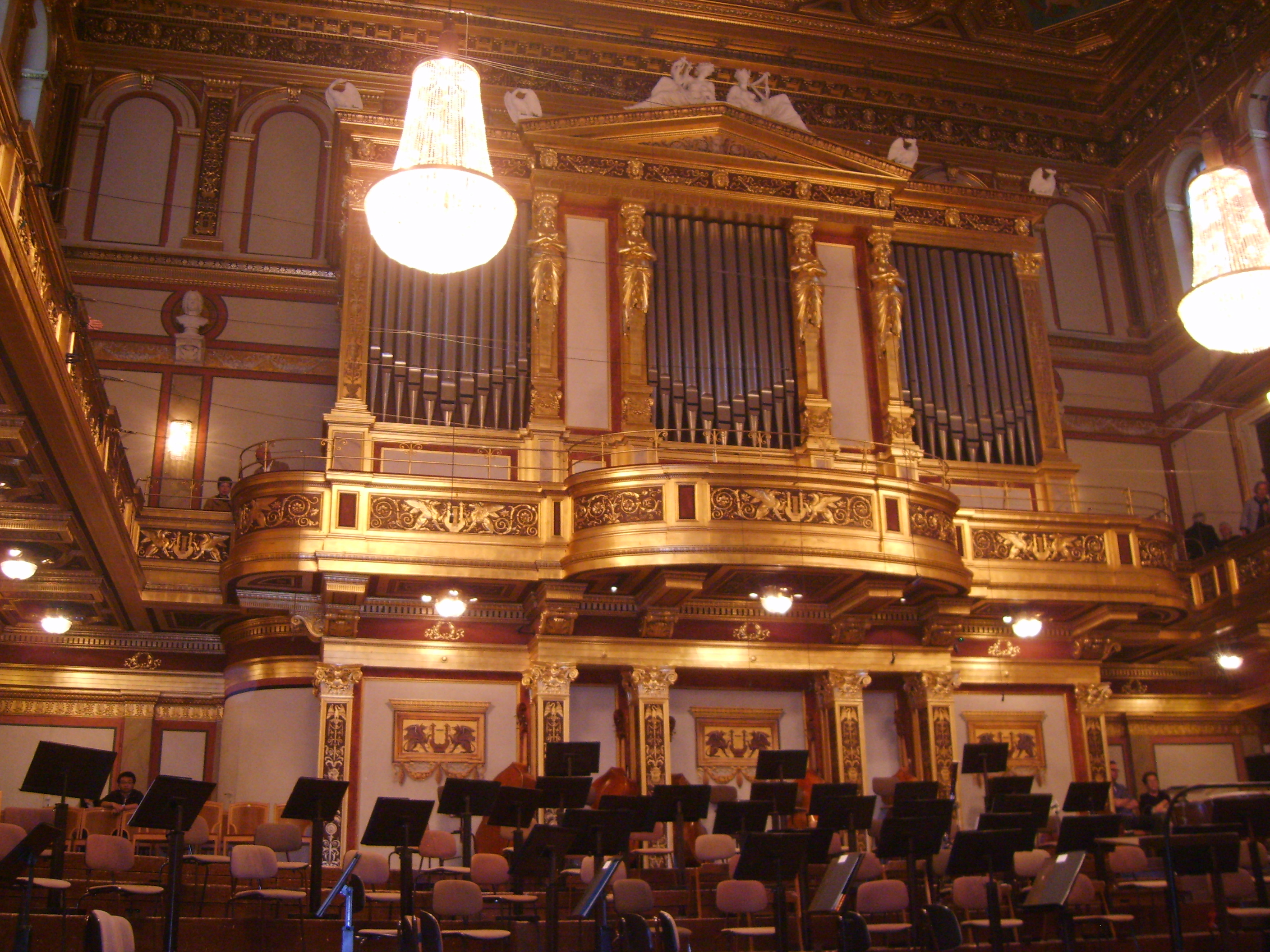
Орган
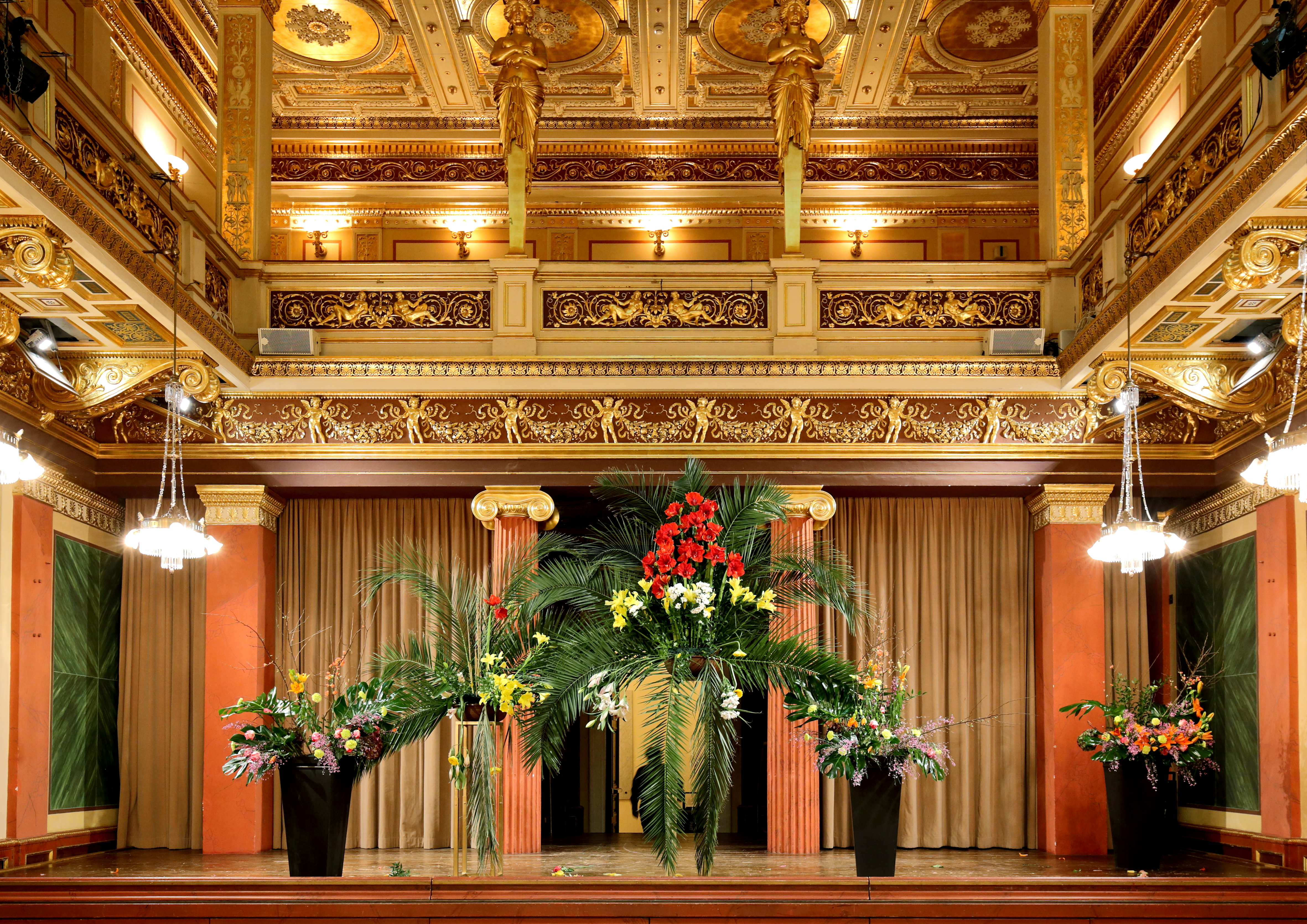
Зал Иоганнеса Брамса, 2015
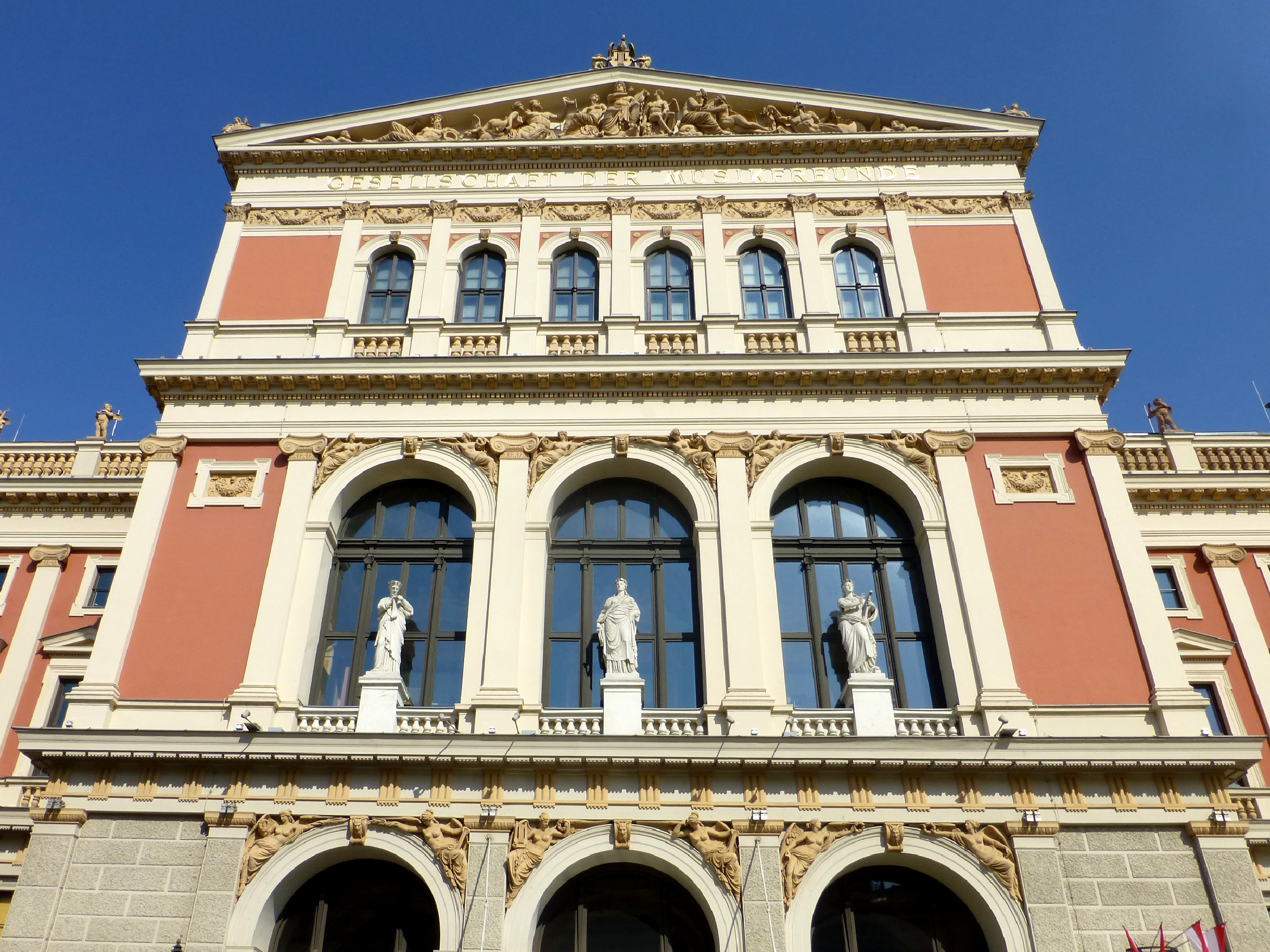
Фасад Венской филармонии